# 米澤史織
米澤史織（よねざわ しおり、1985年9月12日 - ）は日本の女優。元子役。サンミュージックブレーン所属。福岡県出身。血液型はAB型。愛称は「よねピー」。清泉女子大学文学部スペイン語スペイン文学科卒業。

## 来歴
4歳の時に、叔母の勧めで児童劇団に入団した。当時は習い事感覚であったという。1990年代には子役として『ゴジラvsモスラ』や『学校の怪談』シリーズなどの作品で活躍した。高校在学中は学業を優先するため休業していたが、大学在学中に活動を再開し、現在に至る。
子役時代の米澤について、『ゴジラvsモスラ』の監督を務めた大河原孝夫は、監督の注文を理解することができ、自然な芝居ができたと評している。

## 出演

### テレビドラマ
- 恋のパラダイス（1990年、フジテレビ） - 中上綾 役
- ベビーシッター殺人事件（日本テレビ「火曜サスペンス劇場」、1990年4月24日）
- 世にも奇妙な物語 第2シリーズ「あの日に帰りたい」（1991年、フジテレビ）
- 琉球の風（1993年、NHK） - 羽儀 役
- イグアナの娘（1996年、テレビ朝日） - 青島リカ（少女時代） 役
- 金曜エンタテイメントおんせんデカ 修善寺温泉駐在日記(1999年、フジテレビ） - 和泉真澄 役
- 浅見光彦シリーズ15 志摩半島殺人事件（2001年、TBS） - 本橋嘉代 役
- 水戸黄門 第36部 第1話「 加賀百万石への旅立ち- 水戸・日光」（2006年7月24日） - お光 役
- 薔薇のない花屋 第2話（2008年、フジテレビ）
- 正義の味方 第2話（2008年、日本テレビ） - 冬美 役
- おひとりさま 第1話（2009年、TBS）
- コード・ブルー -ドクターヘリ緊急救命- 2nd season（2010年、フジテレビ） - 看護師 役
- 夏の恋は虹色に輝く 第2話（2010年、フジテレビ） - 『愛の緊急病棟』看護師役
- 天使の代理人 エピソード7（2010年、フジテレビ） - 看護師みどり 役
- ミッドナイトホラーシアター血まみれキャンプ場（2011年、フジテレビONETWO） - 主演ハルカ 役
- 名前をなくした女神（2011年、フジテレビ） - 京香先生 役
- 全開ガール（2011年、フジテレビ）
- 私が恋愛できない理由（2011年、フジテレビ） - あずさ 役
- 主に泣いてます 最終話（2012年、フジテレビ） - 看護師 役
- 月曜ゴールデン 魔性の群像 刑事・森崎慎平2（2014年、TBS） - 森崎玲子 役[5]
- マザー・ゲーム〜彼女たちの階級〜 第1話、第9話（2015年、TBS）
- 月曜名作劇場 湯けむりバスツアー 桜庭さやかの事件簿7（2016年、TBS） - 吉本美咲 役[6]
- dele 第2話（2018年、テレビ朝日）- マンションの隣人 役

### バラエティ番組
- Hayami English Network（1994年 - 1996年、レギュラー）
- さんま&槇原敬之の世界に一つだけの歌2（2008年9月） - チュートリアルの徳井義実の元カノ 役
- さんまのSUPERからくりTV’2008年11月2日） - サザエオールスターズ オーディション参加者として出演

### 映画
- ウォータームーン（1989年）
- ふたり（1991年）
- ゴジラvsモスラ（1992年） - 手塚みどり 役[2]
- 学校の怪談シリーズ
  - 学校の怪談（1995年） - 篠田美夏 役[7]
  - 学校の怪談3（1997年） - 佐藤茜 役[8]

### Vシネマ
- 呪怨2（2000年） - 恵役

### 舞台
- ココ・スマイル（1999年） - サヤ 役
- ココ・スマイル2（2000年） - マコト 役

### CM
- 2011年 りそな銀行春のキャンペーン
- 2011年 小林製薬 のどぬ〜るスプレー
- 2020-21年 ドミノピザ